# Теневая копия
Теневое копирование (англ. Volume Shadow Copy Service, VSS) — технология, включённая в Microsoft Windows, реализованная в виде службы операционной системы, позволяет копировать файлы, с которыми в данный момент времени ведётся работа, а также системные и заблокированные файлы. Служба необходима для работы следующих программ: восстановление системы, программ архивации (Paragon Drive Backup, Acronis True Image, Veeam Agent for Microsoft Windows, Leo Backup, R Drive Image и другие). Обычно служба запускается вручную.
Служба моментальных снимков томов была анонсирована на Windows XP. Она создавала только временные снимки, теряющиеся при перезагрузке. Начиная с Windows 2003 стало доступно создание постоянных снимков (до 512 для каждого тома), которые при перезагрузке не уничтожались. В Windows Server 2003 VSS умеет также создавать теневые копии для общих папок (до 64) в рамках технологии клиент-сервер. Windows XP SP1 и более поздние имеют клиентскую часть службы; начиная с Windows XP системы имеют командную утилиту vssadmin, позволяющую просматривать, создавать и удалять снимки файловой системы.

## Возможности
- Поддержка полиморфных snapshot providers, то есть реализаций снимков — как программных, так и аппаратных (обычно через отправку SCSI-команды на внешний дисковый массив).
- Поддержка заморозки файловой системы (flush and hold) при создании снимка.
- Поддержка writers, то есть приложений, получающих уведомления о создании снимков для подготовки своего дискового образа базы данных для резервного копирования (в снимок попадает подготовленный образ).
- Writers также получают шансы внести последние изменения в резервные копии своих файлов на снимке перед тем, как ПО резервного копирования отправит их непосредственно в резервную копию[2].

## Общий обзор
VSS работает на уровне блоков файловой системы. Образы файловых систем имеют два значительных преимущества: восстановление тома, обеспечение того, что во время снятия снимка блока последний не изменится.
Процесс копирования данных может быть произведён как с отдельной файловой системой, так и со специальным оборудованием. В последних версиях VSS поддерживает абстракцию функционирования операционной системы. Технология копирования не требует обязательного наличия файловой системы NTFS, но, тем не менее, ей нужна хотя бы одна файловая система NTFS, в которую сохраняется образ.
VSS при копировании является посредником между приложением и оборудованием.
К примеру, в продукте виртуализации Microsoft Virtual Server 2005 R2 SP1 или Hyper-V в Windows Server 2008 полный образ среды, включая виртуальные машины, может быть создан за одну операцию и образы, созданные разными VSS, совместимы между собой и с гостевыми операционными системами.